# Saint-Jacques-de-Néhou
Saint-Jacques-de-Néhou ist eine französische Gemeinde, die im Département Manche in der Region Normandie liegt.

## Geografie
Saint-Jacques-de-Néhou liegt auf der Halbinsel Cotentin.
Angrenzende Gemeinden sind:
- Les Perques
- Bricquebec
- Néhou
- Saint-Sauveur-le-Vicomte
- Besneville
- Fierville-les-Mines
- Le Valdécie

## Geschichte
1899 entstand Saint-Jacques-de-Néhou durch die Abspaltung von Néhou aus politischen Gründen. Es gab damals Saint-Jacques-de-Néhou und Saint-Georges de Néhou. 1903 nimmt Saint-Georges-de-Néhou wieder seinen alten Namen Néhou an.

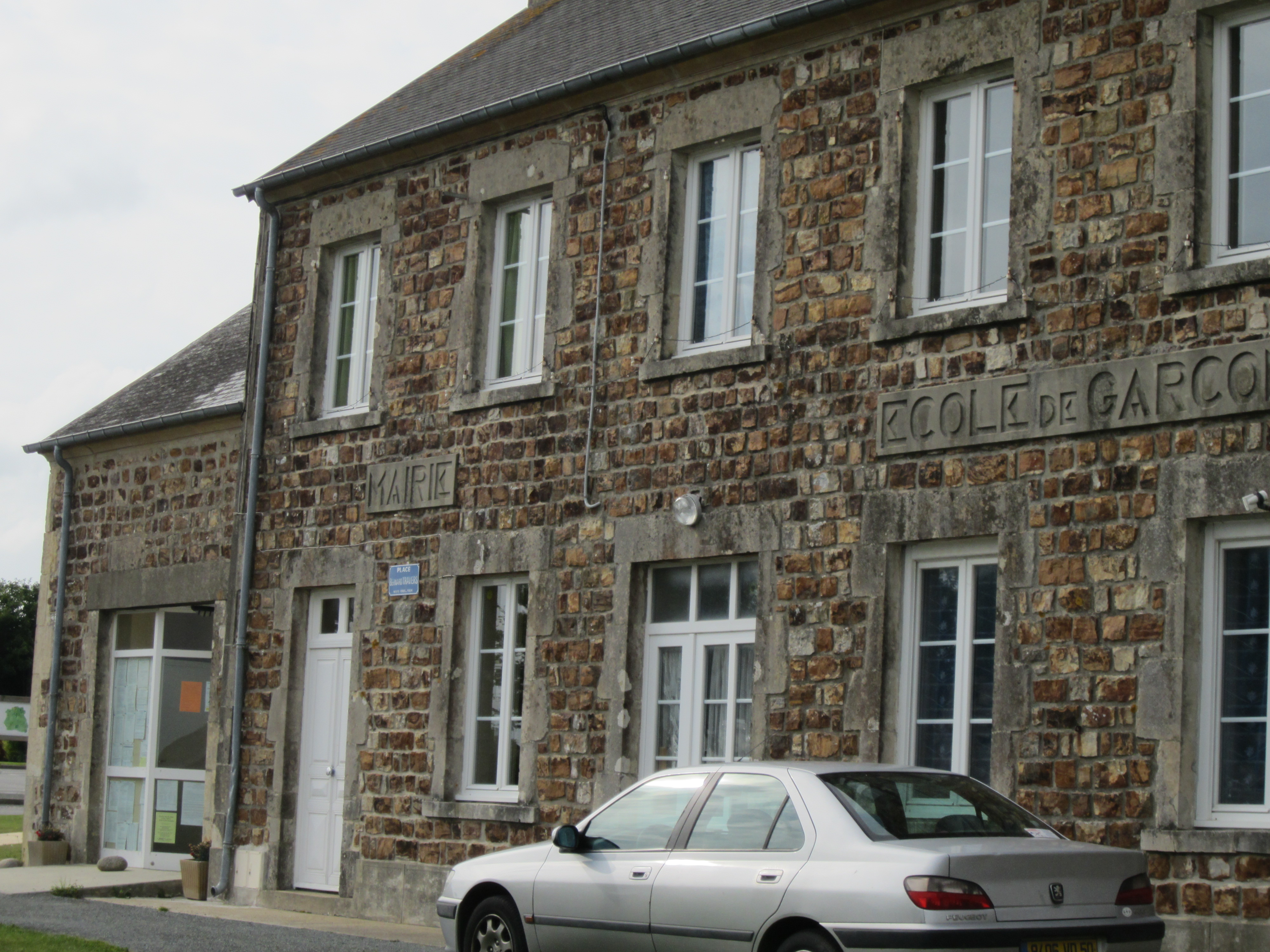
Das Rathaus.

## Erneuerbare Energie
Das Windpark von Saint-Jacques-de-Néhou enthält fünf Windräder Enercon E70-E4.
Das Windpark wurde durch OSTWIND international entwickelt und gebaut.

## Sehenswürdigkeiten

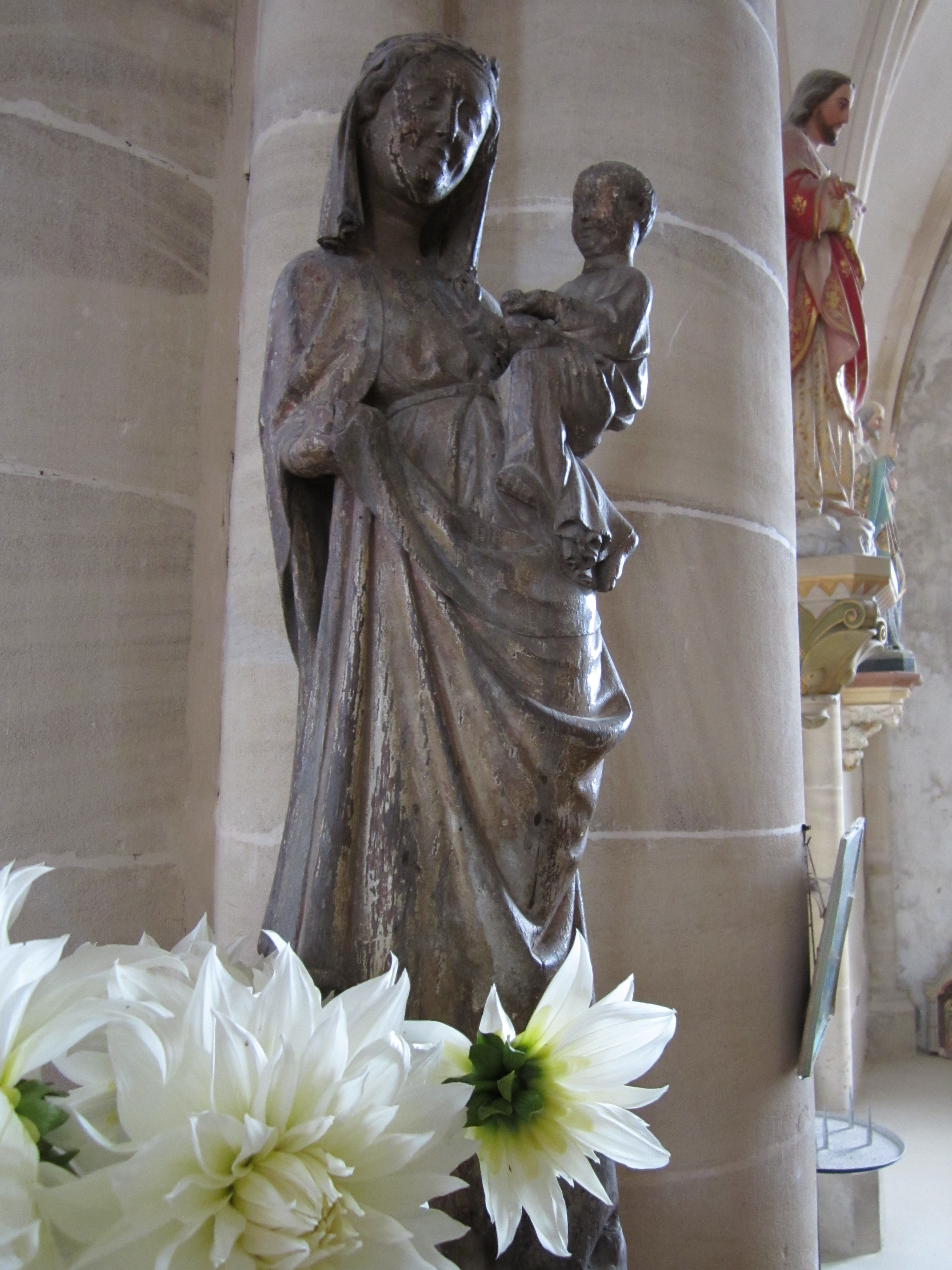
Notre-Dame de Montront.

- Gutshaus von Gonneville  aus dem 16. Jahrhundert, das in die Liste der historischen  Denkmäler aufgenommen worden ist.[3]
- Die Kirche Saint-Marcouf (aus dem 19. Jahrhundert) beherbergt eine Jungfrau mit dem Kind (vierge à l’enfant) aus dem 14. Jahrhundert, das als Gegenstand in die Liste der historischen Gegenstände aufgenommen worden ist.

## Persönlichkeiten
Alphonse Hamel (1911–1977) war der letzte Töpfer („potier à feu“) vom Cotentin. Seine Frau Marthe half ihm dabei.